# Squadriglia 76
76ª Squadriglia Aeroplani da Caccia (röviden: 76ª, teljes nevén magyarul: 76. Vadászrepülő Osztag) Olaszország egyik legismertebb, és legsikeresebb olasz repülőszázada volt az első világháborúban. Az osztagnál 9 híres ászpilóta, köztük az Olasz Légierő második legeredményesebb, 26 légi győzelmet elérő Silvio Scaroni is szolgált. Az osztag híres parancsnoka Luigi Olivi hadnagy volt. Ő 1917. április 22.-től  1917. július 17.-ig volt a század parancsnoka. Ekkor szolgálat közben lelőtték, Olivi pedig hős halált halt.

## Története

### Megalakulása
A 76. Vadászrepülő Osztag nagy valószínűséggel 1916-ban alakult meg, erre a pilóták légi győzelmeinek időpontjából lehet következtetni.

### Ászpilóták
- Silvio Scaroni (26 légi győzelem az osztagnál, összesen 26)
- Luigi Olivi † (6 légi győzelem az osztagnál, összesen 6)
- Mario Stoppani (6 légi győzelem az osztagnál, összesen 6)
- Romolo Ticconi (6 légi győzelem az osztagnál, összesen 6)
- Flavio Baracchini (5 légi győzelem az osztagnál, összesen 21)
- Giulio Lega (5 légi győzelem az osztagnál, összesen 5)
- Giorgio Michetti (5 légi győzelem az osztagnál, összesen 5)
- Alessandro Buzio (4 légi győzelem az osztagnál, összesen 6)
- Mario Fucini (3 légi győzelem az osztagnál, összesen 7)

### Eredményesség
A 76. Vadászrepülő Osztag összesen ászpilótái 66 légi győzelmet szereztek, így a század Olaszország második legeredményesebb első világháborús vadászrepülő századává vált a 91. Vadászrepülő Osztag mögött.

### Repülőgépek
- Francia gyártmányú: Nieuport 11
- Francia gyártmányú: Niueport 17
- Francia gyártmányú: Hanriot HD.1

## Lásd még
- Olaszország történelme
- Első világháború